# Die rote Jule
Die rote Jule ist ein deutsches Sozial- und Sitten-Stummfilmdrama aus dem Jahre 1912 von und mit Emil Albes. Die weibliche Hauptrolle übernahm Hedda Vernon.

## Handlung
Über den genauen Handlungsablauf ist kaum etwas bekannt. Selten genug für einen frühen deutschen Stummfilm, spielt die Handlung diesmal nicht in gutbürgerlichen oder Adelskreisen, sondern im realitätsnahen Umfeld einer Arbeiterfamilie. Diese lebt in äußerst armen Verhältnissen, und man wird drangsaliert und ausgebeutet vom Dienstherrn und Arbeitgeber, einem reichen Fabrikanten. Der schwängert seine Angestellte, da seine Ehefrau keine Kinder bekommen kann. Schließlich nimmt er das uneheliche Kind seines Seitensprungs zu sich.

## Produktionsnotizen
Die rote Jule entstand im Herbst 1912 im Bioscope-Atelier in Neubabelsberg, passierte die Filmzensur im Dezember desselben Jahres und wurde am 28. Dezember 1912 uraufgeführt. Eine österreichische Premiere ist für den Januar 1913 nachweisbar. Die Länge des Dreiakters betrug in Deutschland 876, in Österreich-Ungarn 1010 Meter.

## Kritiken
Die Innsbrucker Nachrichten befanden: „Selten ist ein so eigenartiger Film  mit fesselnder, spannender Handlung, scharf gezeichneten Charakteren und grandioser Schlußwirkung zur Vorführung gelangt.“
Die Leitmeritzer Zeitung  schrieb: „Der Inhalt ist vom Anfang bis zum Ende sehr fesselnd und auch die Ausstattung ist eine sehr gediegene zu nennen.“